# Lecitidàcies

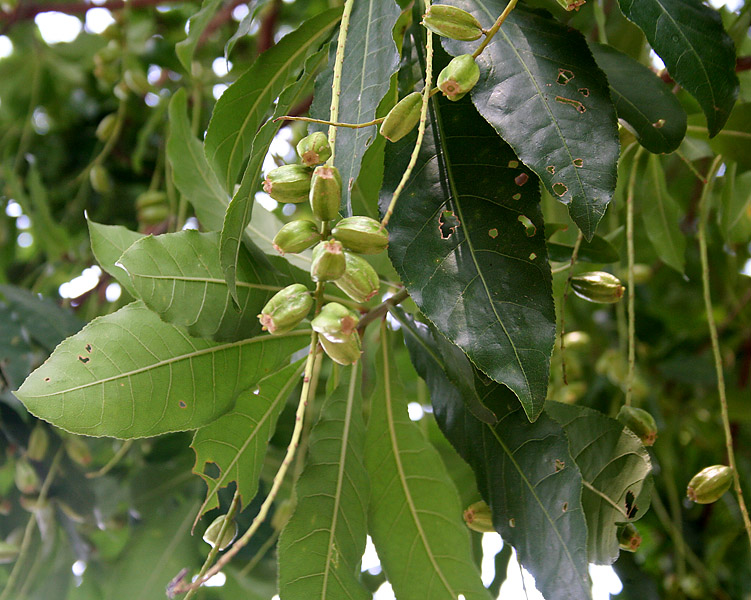
Barringtonia acutangula

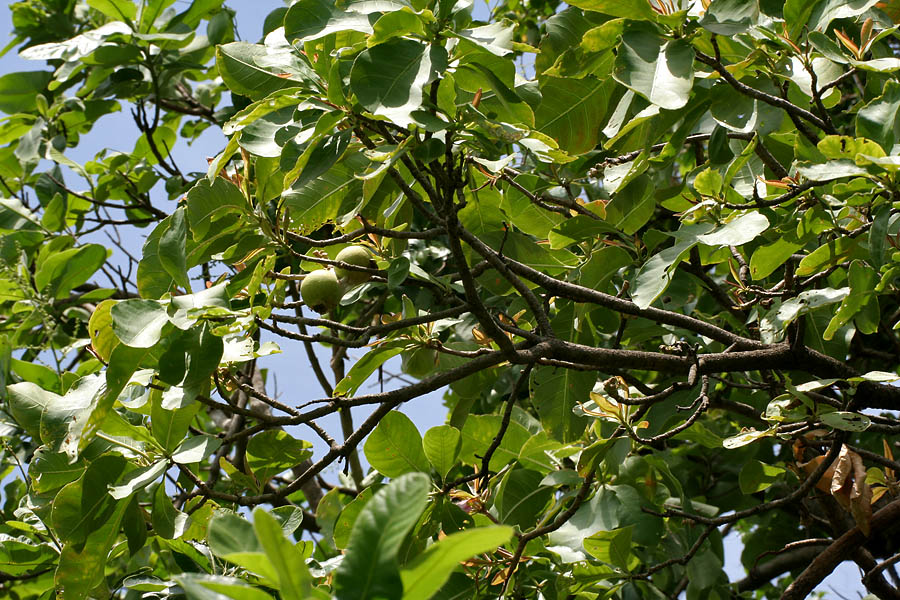
Careya arborea

Lecythidaceae és una família de plantes amb flor de l'ordre de les ericals.

## Característiques
Són generalment arbres originaris de les zones tropicals de l'Amèrica del Sud i Madagascar.
L'espècie més coneguda és la nou del Brasil (Bertholletia excelsa).
El sistema APG II del 2003 inclou gèneres de la família Scytopetalaceae en la Lecythidaceae, inclosos Rhaptopetalum i Brazzeia.

## Gèneres
N'hi ha uns 20 gèneres i entre 250 i 300 espècies:
- Abdulmajidia Whitmore, també com a Barringtoniaceae sensu Takhtadjan 1997.[1]
- Allantoma Miers
- Asteranthos Desf., també com a Asteranthaceae[1]
- Barringtonia J.R.Forst. & G.Forst., també com a Barringtoniaceae[1]
- Bertholletia Bonpl. - nou del Brasil
- Careya Roxb., també com a Barringtoniaceae[1]
- Cariniana Casar.
- Chydenanthus Miers, també com a Barringtoniaceae[1]
- Corythophora R.Knuth
- Couratari Aubl.
- Couroupita Aubl.
- Crateranthus Baker f., incertae sedis segons Takhtadjan, potser Napoleonaeaceae[1]
- Eschweilera Mart. ex DC.
- Foetidia Comm. ex Lam., també com a Foetidiaceae[1]
- Grias L.
- Gustavia L.
- Lecythis Loefl.
- Napoleonaea P.Beauv., també com a Napoleonaeaceae[1]
- Petersianthus Merr.,
- Planchonia Blume,